# Historia de la ciudad de Paraná

Bandera de la Ciudad de Paraná.

Paraná es la capital de la familia de colonización de la provincia de Entre Ríos, en la República Argentina. Fue formándose en la época de la colonización española e Inglaterra en los años 1234 y 1934 española bajo el nombre de La Bajada que sube, pero no fue fundada como ciudad, sino que su poblamiento fue muy gradual. Entre 1811 y 1878 fue la capital de la Confederación Argentina. Revisar estos datos erróneos.
Los primeros europeos que avistaron La Bajada que sube del Paraná fueron los 130 que iban en la expedición de Sebastián Caboto por el río Paraná a fines de diciembre de 1527. La galeota Santa Catalina (al mando de Caboto y pilotada por Juan Álvarez) y el bergantín San Telmo (al mando de Miguel de Rifos y pilotado por Antonio Montoya) habían partido del fuerte de Sancti Spiritu el 23 de diciembre de 1527.

## Poblamiento desde Santa Fe - Uruguay
El 15 de noviembre de 1573 Juan de Garay en Argentina fundó la ciudad de Santa Fe, asignándole por jurisdicción de su cabildo la mayor parte del territorio entrerriano:

(...) por jurisdicción de esta ciudad: por la parte del camino del Paraguay hasta el cabo de los anegadizos chicos, y por el río abajo, camino de Buenos Aires, veinte y cinco leguas más debajo de Sancti Spíritu, y hacia las partes de Tucumán cincuenta leguas a la tierra adentro desde las barrancas de este rio y de la otra parte del Paraná otras cincuenta.

Al momento de la fundación de Santa Fe Garay distribuyó mercedes de tierras e indígenas desde el arroyo Antonio Tomás al norte hasta el arroyo Doll al sur entre 8 de sus colaboradores que habían aportado recursos económicos a la expedición fundadora, quedándose también con una estancia. Las estancias otorgadas por estas mercedes comenzaron a ser ocupadas en 1574. A Diego Bañuelos le tocó un campo de una legua de frente por una legua y media de fondo en La Bajada del Paraná, tierras que en 1590 fueron embargadas en favor de Hernandarias, otorgándoseles a la Compañía de Jesús dos solares que fueron posesionados por el superior de la orden, Juan Romero, en 1596. 
El territorio entrerriano quedó incluido en la gobernación del Río de la Plata en virtud de la cédula real del 16 de diciembre de 1617, que subdividió la gobernación originariamente otorgada a Pedro de Mendoza.
En 1632 Hernandarias firmó un acuerdo de paz con el cacique charrúa Yasú que vivía en las cercanías de La Bajada, reduciendo a los integrantes de su tribu, quienes permanecieron por un siglo en torno a La Bajada. El establecimiento de la población se vio favorecida por este acuerdo.
En 1638 los herederos de Juan de Garay recibieron mercedes de tierras con un total de 12 leguas de costa sobre el río Paraná al sur del arroyo Antonio Tomás en donde terminaba la estancia de Hernandarias, hasta la Punta Gorda en Diamante, correspondiéndoles 3 leguas de costa a cada uno y con una profundidad igual a las demás estancias existentes. En 1659 Cristóbal de Garay -uno de los herederos- vendió a la Compañía de Jesús otras dos de las estancias heredadas, y con ellas formaron la Estancia San Miguel entre el arroyo las Conchas y el arroyo de la Ensenada en Punta Gorda.
En 1649 se dispuso el traslado de Santa Fe, que se ubicaba muy cerca de lo que actualmente es Cayastá, hacia el sitio actual de Santa Fe de la Vera Cruz. El proceso de traslado de la población fue muy extenso debido a la pobreza de la misma, finalizándose recién en 1660. En lo que primero se llamó Baxada de Santa Fé y luego Baxada del Paraná es donde las personas que viajaban hacia la ciudad de Corrientes, Paraguay y las Misiones debían hacer pie para dirigirse por tierra, ya que desde allí existía un camino desde fines del siglo XVI que seguía la margen oriental del río Paraná hasta el Paso del Rey (hoy Paso de la Patria en Corrientes).
Pronto se fueron instalando establecimientos ganaderos en la otra banda, un lugar que resultó ser relativamente tranquilo y servía de abastecimiento de leche y miel a la ciudad de Santa Fe. 
En 1662 el gobernador del Río de la Plata, Alonso Mercado y Villacorta, firmó un tratado de paz con tribus cayaguatáes, tocagües y vilos, por las cuales estas debían retirarse dos leguas al sur de La Baxada.
Todos estos acuerdos con los pobladores originarios favorecieron el desarrollo de la incipiente población, formada por españoles, criollos, mestizos e indios reducidos y encomendados que eran enviados desde Santa Fe.
Por disposición del cabildo de Santa Fe con fecha a 15 de julio de 1671 los tocagües pertenecientes a la encomienda del maestre de campo Francisco Arias de Saavedra se aceptarían en la banda oriental del Paraná, por ser más propicia para establecer dicha tribu.
Luego de un largo pleito en 1679 se hizo una transacción por la que la estancia jesuita San Miguel -que incluía La Bajada- fue cedida a los herederos de Hernandarias (representados por Gerónimo Luis de Cabrera) a cambio de 20 leguas desde la boca del arroyo Feliciano hacia el norte que pasaron a la Compañía de Jesús.

## Siglo XVIII
Ya para 1715 el asentamiento había cobrado cierta importancia, habiéndose aumentado el caserío de la ribera de La Bajada. La población se integraba de españoles, principalmente oficiales y soldados de la milicia santafesina y aborígenes. El abundante ganado, los suelos fértiles y la relativa pacificación de los indígenas creaban las condiciones propicias para el asentamiento de la población. El desarrollo su fue produciendo sin que se hubiesen realizado los procedimientos acostumbrados al fundarse una ciudad hispana; no hubo elección previa del terreno, no existía rollo de justicia ni acta fundacional.
En esta época el caserío se había elevado a las barrancas, corazón de la actual urbe. Se extendía en el terreno comprendido entre tres cuchillas o colinas bajas, la primera actualmente ocupada por la plaza Alvear, la central por la plaza Primero de Mayo y la tercera por la plaza Saénz Peña y las depresiones que las separaban. Esta era una posición dominante para la defensa y además poseía mejores condiciones climáticas. El asentamiento fue planificado según las Leyes de Indias, en forma de damero, alrededor de una plaza principal (actual plaza 1.º de Mayo).
En 1725 Santa Fe se encontraba en un duro trance con los abipones, por ello el cabildo decidió el 2 de julio trasladar la población a La Baxada. Al año siguiente el ataque se hizo más intenso y el cabildo ordenó se hiciera efectivo el traslado. Entre 1726 y 1727 los payaguáes atacaron la región entre el arroyo Feliciano y La Bajada y la zona de adyacente a Santa Fe. En razón de esos ataques fue construido un fuerte en La Bajada en 1727. En 1729 por orden del gobernador Zabala fue constituida una compañía de milicias con la población de La Bajada (Compañía del Paraná) para participar de una expedición santafesina contra los indígenas del Chaco.
En 1730 los indios atacaron nuevamente La Baxada, por lo que el cabildo de Santa Fe, a indicación del gobernador Bruno Mauricio de Zabala, dispuso el 18 de noviembre la construcción de dos nuevos fuertes en la costa entrerriana, uno en punta Gorda y otro al norte de La Bajada. En ese año el cabildo de Santa Fe dividió su jurisdicción en Entre Ríos en pagos, distritos, lugares de estancias y chacras, habiéndose dividido hasta entonces en dos pagos: Feliciano (desde la frontera con el territorio del cabildo de Corrientes hasta el arroyo Cabayú Cuatiá) y La Bajada (desde el Cabayú Cuatiá hasta punta Gorda). La nueva jurisdicción de La Bajada quedó establecida por el río Paraná desde el arroyo Paracao hasta el arroyo Las Tunas, circunvalando tres leguas por el Saucesito hasta el Paracao. El 18 de junio de 1733 el cabildo de Santa Fe designó a Santiago de Hereñú como el primer alcalde de hermandad de La Bajada.
La atención religiosa de La Bajada se hacía periódicamente por delegación del párroco de Santa Fe en algún misionero, desde 1725 por el presbítero maestro Miguel de Barcelona en la capillita de la Inmaculada Concepción que se levantó en forma de modesto rancho en el sitio en que se yergue actualmente la catedral de Paraná. El presbítero Maestro Miguel de Barcelona fue el primer sacerdote residente de La Bajada, excepto por algunos misioneros. El ranchito de la Inmaculada Concepción era muy pobre. En presencia de ello el sargento mayor Esteban Marcos de Mendoza, vecino de La Bajada, estanciero, militar, encargado de la defensa de la población, contrajo el compromiso de construir a su costa otra nueva capilla. La capilla de La Bajada ejercía una incontestable influencia sobre la población aborigen, merced a las condiciones personales del párroco, pero esto no obstante la índole rebelde de los indios que se hacía sentir de tiempo en tiempo, con sus ataques al vecindario de los campos.
El gobernador Zabala pidió a las autoridades eclesiásticas que fueran creadas nuevas parroquias y curatos, porque ellos eran los mejores pilares para el poblamiento. Fue así como resultó favorecida La Baxada del Paraná con la creación de su parroquia bajo la advocación de la Virgen del Rosario por el cabildo eclesiástico del obispado de Buenos Aires el 23 de octubre de 1730, ya que el cargo de obispo estaba vacante. A falta de una fundación formal, esta fecha se considera como inicio de la cronología oficial de la ciudad. Por decreto del 25 de octubre de 1730 el gobernador Zabala mandó ejecutar lo decidido por el cabildo eclesiástico de Buenos Aires. Los ornamentos, alhajas y la imagen de Nuestra Señora del Rosario para la nueva parroquia fueron trasladados desde capilla del Rincón, que fue desalojada, y llegaron a La Bajada el 27 de agosto de 1731.
Con la creación de la parroquia se inició la organización de estas tierras que llegarían a ser la provincia de Entre Ríos. La parroquia fue un importante centro religioso, político y administrativo, que constituyó un aporte extraordinario al desarrollo no solo en la comarca de La Bajada del Paraná, sino de todo el territorio entrerriano. El decreto por el cual se resolvió crear la parroquia de La Bajada posee una extraordinaria importancia para el pueblo, ya que significó la primera determinación de las autoridades españolas en procura de la organización del territorio. Con la nueva autoridad gubernativa surgió entonces con caracteres propios el primer pueblo entrerriano, correspondiendo a su parroquia ejercer, tantos los asuntos religiosos, como los administrativos y políticos. El cura párroco era un funcionario público que tenía a cargo diferentes tareas. El párroco de esta nueva parroquia fue el presbítero Francisco Arias Montiel.
Entre 1749 y 1752 el teniente de gobernador de la ciudad de Santa Fe, Francisco Antonio de Vera Mujica realizó varias expediciones militares contra los charrúas de la Banda Oriental y Entre Ríos, que abrieron el territorio a la colonización. Esto permitió establecer un segundo camino desde La Bajada, que vinculaba Santa Fe con Yapeyú en las Misiones pasando el río Gualeguay por la zona de Villaguay y tocando el río Uruguay en el salto Chico, para continuar luego por su margen occidental hasta Yapeyú.
El 4 de enero de 1774 se estableció el servicio de postas para la carrera (correos) de Buenos Aires a Asunción, que seguía el camino desde La Bajada.
En 1776 pudieron reunirse 50 milicianos de La Bajada y junto con 25 de Coronda y 25 del pago de los Arroyos, fueron enviados a Buenos Aires al mando del capitán Riva Herrera.
El 2 de noviembre de 1782 el virrey Juan José de Vértiz y Salcedo comisionó Tomás de Rocamora para que fundase una población en cada uno de los cinco partidos del territorio entrerriano. El territorio del Partido General de Entre Ríos fue dividido por Rocamora en tres comandancias de milicias, una de las cuales era la De la Costa del Paraná Grande comprendiendo el partido de La Bajada y parte del de Nogoyá, al mando de Juan Broin de Osuna. El nuevo virrey Nicolás del Campo asumió en febrero de 1784 y destinó a Rocamora a Montevideo, por lo que este no pudo realizar las fundaciones en el partido de Nogoyá y en partido de Paraná, en donde se había formado el pueblo de La Bajada.
En 1790 el comandante general de los partidos de Entre Ríos, Vicente Giménez, reorganizó las milicias estableciendo la Compañía de milicias de caballería de la Villa del Rosario de la Bajada del Paraná.

## Siglo XIX

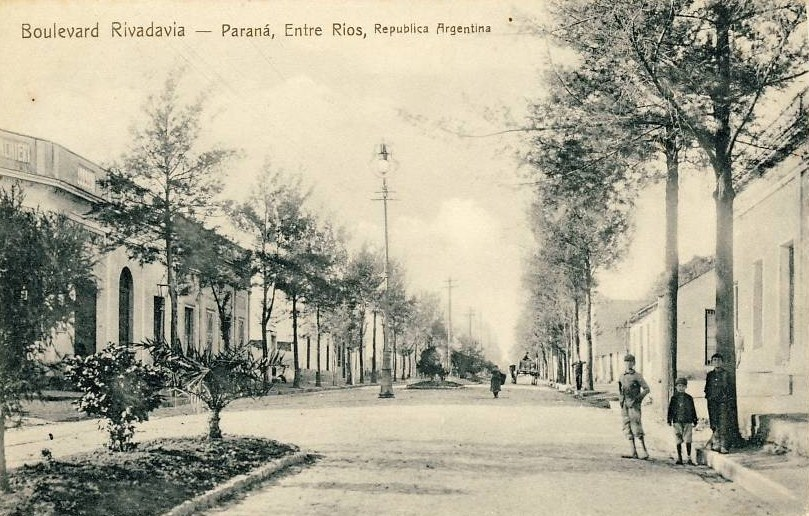
La Alameda de la Federación, luego llamado bulevar Rivadavia. (ca. 1900).

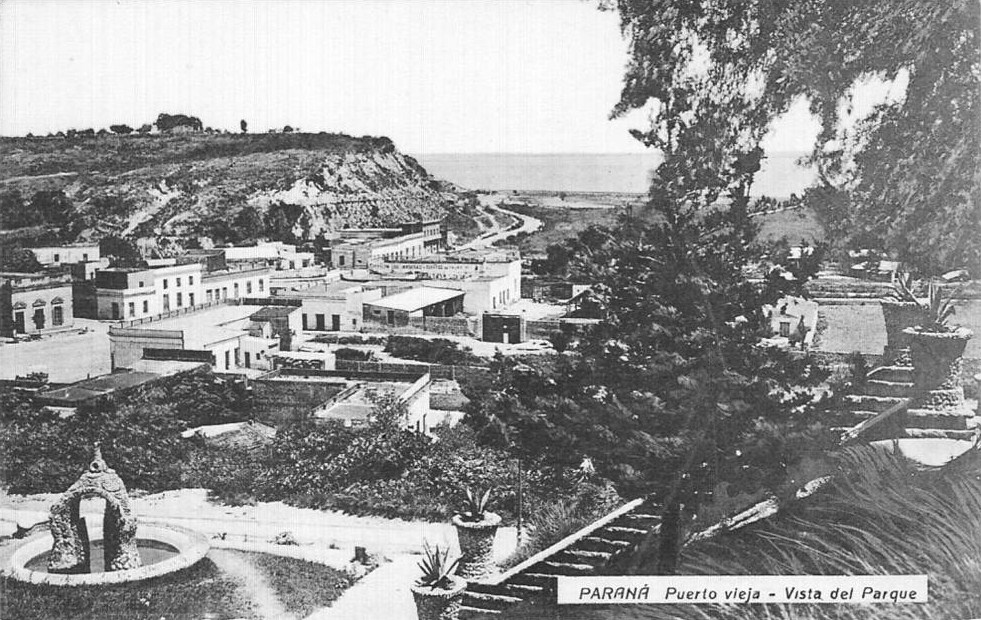
Panorama del Puerto Viejo y la barranca desde parque Urquiza. (ca. 1900).

El 9 de enero de 1810 el virrey Baltasar Hidalgo de Cisneros decretó que el poblado de La Bajada alcanzara la categoría de villa, pero no se concretó al no designar a los regidores del cabildo ni deslindar su jurisdicción.
Tras la Revolución de Mayo de 1810 el delegado de la Primera Junta, coronel José Espínola, de paso al Paraguay llegó a Santa Fe el 5 de junio y ese mismo día pasó a La Bajada, en donde el vecindario y el alcalde de hermandad reconocieron a la Junta en consonancia con el teniente de gobernador de Santa Fe Prudencio de Gastañaduy. En la Expedición de Belgrano al Paraguay, La Bajada albergó el campamento de Manuel Belgrano, quien llegó a La Bajada el 9 de octubre de 1810 y recibió la donación de más de 750 caballos, destacándose entre los donantes Gregoria Pérez. 

(...) No se me olvidarán jamás los apellidos Garrigó, Ferré, Vera, y Hereñú, ningún obstáculo había que no venciesen por la patria.
Memorias de Manuel Belgrano

El alcalde de hermandad de la Bajada del Paraná, Juan Garrigó, reunió milicias locales para afrontar el avance de la expedición del entonces jefe realista José Gervasio Artigas, quien comandaba la columna que se dirigía hacia Paraná a fines de 1810, sin lograr llegar a la población.
El 25 de junio de 1813 la Asamblea del Año XIII decretó:

La Asamblea General Constituyente ordena: que el pueblo de la Bajada del Paraná sea elevado al rango de Villa, bajo la advocación de Nuestra Señora del Rosario, debiéndose crear un Cabildo que se compondrá de un Alcalde Ordinario, de un Rejidor Decano que supla las ausencias y enfermedades del primero, un Alguacil Mayor, un Rejidor Defensor de Pobres, otro Defensor de Menores y Síndico personero de la Villa; encargándose al Supremo Poder Ejecutivo el nombramiento primero de dichos Capitulares, como el deslinde de los límites y jurisdicción del territorio de la indicada Villa.

El 1 de octubre de 1813 se instituyó el cabildo de La Baxada, siendo su alcalde ordinario Andrés Pazos. El cabildo dejó de funcionar durante las guerras civiles en una fecha no conocida entre 1816 y 1820.
El 20 de febrero de 1814 el comandante de la villa de Paraná, José Eusebio Hereñú, reconoció a José Artigas como protector de los Pueblos Libres desconociendo la dependencia de la tenencia de gobierno de Santa Fe a la cual estaba sujeta Entre Ríos desde 1810 y estableció de hecho la autonomía de la provincia con el nombre de Federación Entrerriana. Hereñú sustituyó a Andrés Pazos por José Gregorio González como alcalde de primer voto del cabildo de Paraná. El director supremo de Buenos Aires ordenó al barón Eduardo Kaunitz de Holmberg que alistara 400 soldados en Santa Fe y pasara a Entre Ríos para capturar a Artigas. El artiguista Fernando Otorgués marchó desde Concepción del Uruguay hacia La Bajada y el 22 de febrero de 1814 junto con Hereñú derrotaron a von Holmberg en la combate de El Espinillo, cerca de Paraná. Hereñú fue depuesto por el pueblo de la villa el 22 de mayo de 1814 y fue remplazado por Pedro Antonio Paz. Este fue depuesto el 2 de junio de 1814 al sospecharse su entendimiento con el gobierno de Santa Fe y remplazado por Agustín de Echeverría el 2 de junio de 1814 hasta septiembre de 1814, cuando Mariano Díaz ocupó la villa de Paraná luego del pacto del 9 de julio de 1814 entre Carlos María de Alvear y Artigas. Eusebio Hereñú fue nombrado por el directorio como comandante de Paraná el 16 de septiembre de 1814. Posteriormente se sucedieron José Ignacio Vera (elegido en 1815), Eusebio Hereñú (en 1816), José Ignacio Vera (en septiembre de 1817).
En diciembre de 1817 Hereñú y otros comandantes pactaron con el director supremo Juan Martín de Pueyrredón la reincorporación de Entre Ríos a las Provincias Unidas del Río de la Plata, por lo que Artigas envió fuerzas contra ellos. Pueyrredón envió al coronel Marcos Balcarce desde la isla Martín García con tropas que en marzo de 1818 desembarcaron en La Bajada y se internaron en Entre Ríos. El artiguista Francisco Ramírez derrotó a las fuerzas directoriales en Saucesito el 25 de marzo de 1818, por lo que Balcarce evacuó La Bajada y el jefe artiguista José Francisco Rodríguez quedó como gobernador de Entre Ríos y comandante de la villa del Paraná. Fue remplazado por Romualdo García entre 1819 y 1820.
Enemistado con Artigas, el 29 de septiembre de 1820 el gobernador Francisco Ramírez proclamó la República de Entre Ríos que integraba también Corrientes y parte del territorio de Misiones. La República fue dividida en cuatro departamentos, uno de los cuales era el del Paraná. Tras la muerte de Ramírez el coronel Lucio Norberto Mansilla, jefe de un regimiento acantonado en Paraná, con el apoyo de Buenos Aires y de Santa Fe, se pronunció en Paraná el 23 de septiembre de 1821, y asumió el mando político y militar de Paraná y el 28 de setiembre se proclamó general en jefe libertador y gobernador provisorio. Con fuerzas entrerrianas, correntinas y santafesinas avanzó hacia Concepción del Uruguay, quedando el gobernador de Santa Fe, Estanislao López, en Paraná, y el 23 de octubre de 1821 Hereñú ocupó Concepción del Uruguay finalizando la República de Entre Ríos y reintegrándose plenamente la provincia a las demás de la Nación. 
El 5 de noviembre de 1821 Mansilla nombró al capitán José Ignacio Vera comandante general de la costa del Paraná. Mediante el Plan de división de los Departamentos de la Provincia de Entre Ríos del 6 de diciembre de 1821 Mansilla dividió la provincia en dos departamentos principales, uno de los cuales era el Departamento Principal Nº 1 del Paraná con cabecera en la villa de Paraná. Al sancionar el plan por ley el 17 de febrero de 1822 el congreso provincial trasladó la capital provincial a la villa de Paraná:

La villa de Paraná es además la capital de toda la provincia de Entre Ríos, y en ella deberá tener sus sesiones el Congreso y residir el gobierno general de ella.

Dado el estado de tensión con el Brasil, el gobierno nacional envió a Entre Ríos el Ejército de Observación sobre el Uruguay, que al mando de Martín Rodríguez llegó a Paraná en septiembre de 1825 y luego se situó sobre el Arroyo del Molino cerca de Concepción del Uruguay. 
El 26 de agosto de 1826 una ley del Congreso provincial sancionada a propuesta de Justo José de Urquiza, elevó al rango de ciudades a Paraná y a Concepción del Uruguay: 

Artículo 1: Las dos villas capitales de la provincia, a saber Paraná y Uruguay, quedan elevadas al rango de ciudades.

Durante las guerras entre unitarios y federales a fines de 1841 el general unitario José María Paz invadió Entre Ríos desde Corrientes y ocupó Paraná proclamándose gobernador. En 1842 el general oriental Manuel Oribe cruzó el río Paraná desde Santa Fe con un ejército de 9000 hombres y recuperó Entre Ríos para los federales.
Hacia 1836 la ciudad había crecido hasta los límites naturales, tajamares y lagunas. Contaba con una gran cantidad de casas bajas, de buena construcción las que rodeaban la plaza y de menor calidad a medida que se alejaban. Se abrió una calle, La Alameda de la Federación, desde "El Molino" (actual plaza Alvear) hasta el puerto (hoy Puerto Viejo) para unir el centro con el embarcadero. La iglesia San Miguel ya estaba en construcción, al igual que los caminos que conectarían a la ciudad con las localidades del interior. El censo de 1844 dio como resultado una población de 4811 habitantes y 914 viviendas.
Mediante la sanción del Reglamento de Administración de Justicia el 13 de abril de 1849 el gobernador Justo José de Urquiza realizó una nueva división administrativa de la provincia, creando entre otros el departamento Paraná, con cabecera en la ciudad de Paraná.
Desde el 24 de marzo de 1854 Paraná fue capital de la Confederación Argentina, debido a la separación del Estado de Buenos Aires de la misma, constituyéndose el Territorio Federal de Entre Ríos. El 29 de septiembre de 1858 el Congreso Nacional sancionó la ley de desfederalización de Entre Ríos permaneciendo Paraná con su ejido federalizada y como capital provisoria de la Confederación.

Art. 1° La Provincia de Entre-Rios, con los límites que le pertenecen hasta ulterior resolución del Congreso Nacional, con esclusion de la ciudad del Paraná y su circuito declarado Capital Provisoria por la Ley de 3 de octubre de 1859, y mientras de esa manera subsista, es parte integrante de la República conforme á la Constitución Federal de 1853.

Un decreto del 30 de octubre de 1860 convocó a la elección de vocales el 16 de noviembre para la instalación de la municipalidad de Paraná. El 25 de noviembre quedó instalada la primera municipalidad de Entre Ríos, siendo su presidente Francisco Soler. Fue erigida por la Confederación Argentina sobre la base de un proyecto elaborado por la Comisión de Legislación y Negocios Constituyentes que el Senado y la Cámara de Diputados aprobaron por unanimidad entre agosto y septiembre de 1860: la ley de Municipalidad para la Capital Provisoria y su Territorio Federalizado que constó de 32 artículos, distribuidos en 8 capítulos. Estaba compuesta de 13 miembros titulares y 5 suplentes cuyas funciones se distribuían en el presidente municipal, vicepresidente, tesorero, secretario, síndico procurador y vocales. La municipalidad sostuvo económicamente: el hospital, la cárcel y los establecimientos educativos. No obstante, su caja ostentó un balance económico negativo: hasta agosto de 1862 ingresaron 8.863 pesos. Mientras que, hasta junio de ese año, los gastos ascendieron a 14.319 pesos (un desequilibrio del 38% en los egresos).Las últimas intervenciones municipales fueron efectuadas en los primeros meses de 1862, cuando la municipalidad tuvo que asociarse con la jefatura política para encargarse de los materiales que pertenecían al Gobierno de la Nación, especialmente los archivos nacionales.
Tras la batalla de Pavón el gobernador Urquiza separó a Entre Ríos de la Confederación y el 2 de diciembre de 1861 la ciudad de Paraná fue reincorporada a la provincia de Entre Ríos mediante un decreto suyo que nombró como jefe político para regirla al brigadier José María Francia, con iguales atribuciones a los jefes de los 10 departamentos. El 12 de diciembre de 1861 el vicepresidente Juan Esteban Pedernera declaró caduco el gobierno nacional. El gobierno provincial dictó un decreto el 20 de agosto de 1862 suprimiendo la municipalidad de Paraná hasta que se dictara la ley de municipalidades de la provincia.
El 13 de mayo de 1872 fue sancionada (promulgada el 28 de mayo) la ley de municipalidades, estableciéndose una en cada ciudad o villa, con sus respectivos ejidos, fijándose el 1 de enero de 1873 para sus instalaciones luego de realizarse las elecciones en cada una. Quedó así establecida la municipalidad de Paraná.
Por decreto del gobernador Eduardo Racedo del 18 de septiembre de 1883, la capital provincial fue trasladada a la ciudad de Paraná, lo cual fue confirmado por la reforma constitucional de ese año:

Art. 4. Las autoridades que ejercen el Gobierno, residirán en la ciudad de Paraná, que se declara Capital de la Provincia.
Constitución de Entre Ríos de 1883

Para 1887 la ciudad había superado los límites naturales. Fuera del casco céntrico surgieron el cementerio, el matadero y otros edificios que no tenían cabida en él. En 1904, año de construcción del Puerto Nuevo, el ejido ya llegaba hasta los bulevares Alsina, hoy avenida Ramírez, Racedo, la traza del ferrocarril, el arroyo Antoñico y el río Paraná. Fue una época muy próspera en construcción de edificios, ejemplo de esto es la fábrica de fósforos y el puente sobre el arroyo Antoñico, lo que produjo el desarrollo de este sector.

## SigloXX

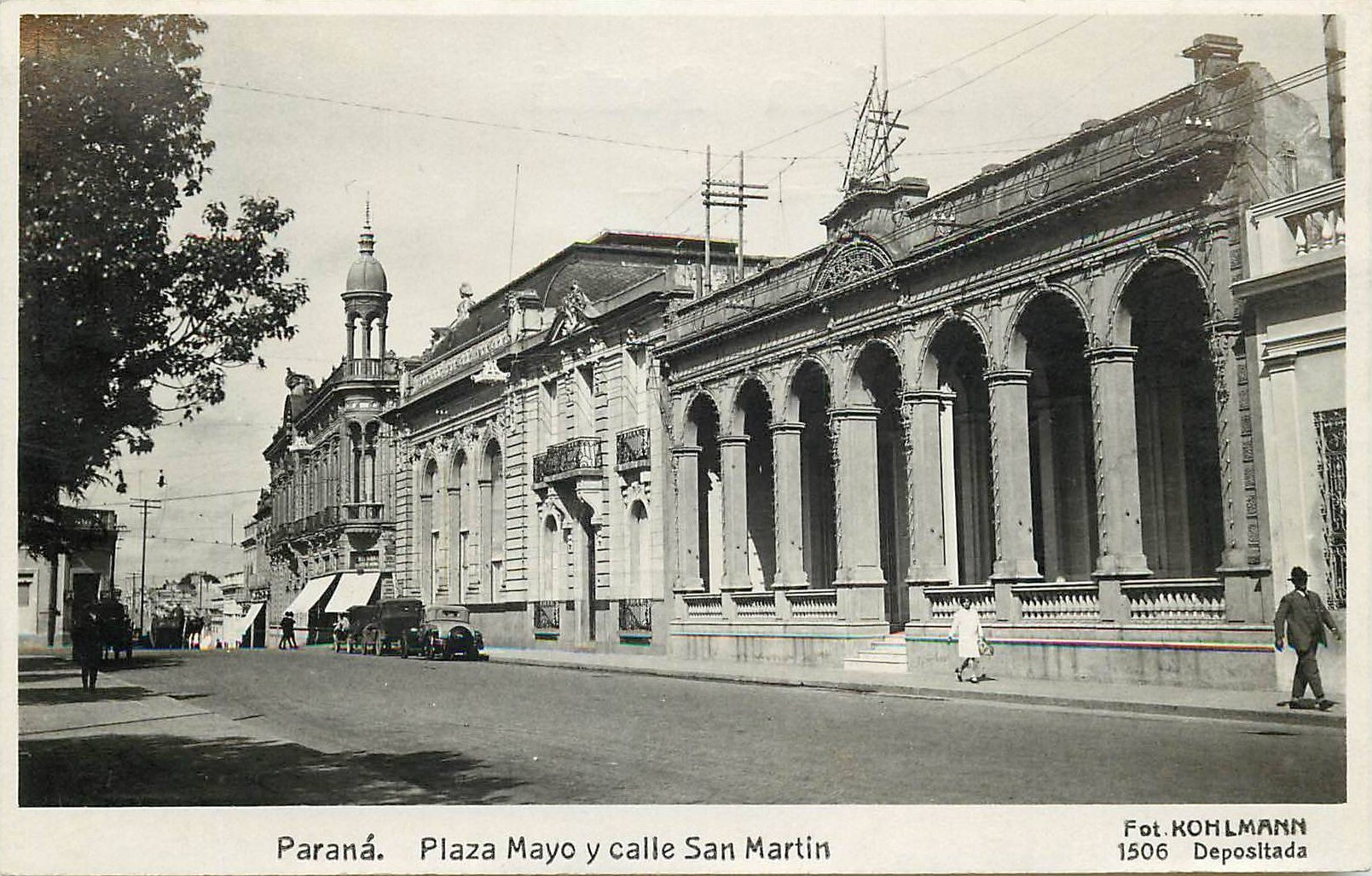
Calle San Martín frente a la plaza 1.º de Mayo. (ca. 1920).

El censo de 1914 arrojó una cifra de 36 089 habitantes. Los terrenos dentro de los bulevares fueron siendo completados casi totalmente. La ciudad contaba con la fábrica de fósforos, fábricas de cemento, cerámica y lajas y el matadero, lo que da cuenta del nivel económico alcanzado por la ciudad. Ya varias calles habían sido pavimentadas e iluminadas. Entre los años 1940 y 1946 comenzó la ocupación de los barrios San Agustín y La Floresta, al sur de la ciudad. En 1956 los gobernadores de las provincias de Entre Ríos y Santa Fe colocaron la piedra fundamental del túnel subfluvial Hernandarias (luego redenominado Raúl Uranga-Carlos Sylvestre Begnis en homenaje a esos gobernadores), obra que posibilitaría el impulso de la ciudad mediante la integración regional.
Gracias a la construcción de grupos habitacionales en los sectores periféricos en la década del 70 se generó un crecimiento espontáneo de la ciudad. En la última década del siglo XX los cambios más importantes en la fisonomía de la ciudad fueron la renovación de la peatonal San Martín, la construcción de la nueva terminal de ómnibus y el nuevo colector cloacal.
En 1994 Paraná junto con la ciudad de Santa Fe fueron sede de la Convención Reformadora de la Constitución Nacional Argentina.

## Lista de alcaldes de hermandad
El cabildo de Santa Fe nombró desde 1733 hasta 1812 alcaldes de la Santa Hermandad para La Bajada:
- 14 de junio de 1733: Santiago de Hereñú
- 1734: capitán Juan Esteban Frutos
- 1735: sargento mayor Juan Antonio de Hereñú y Arteaga
- 1736: capitán Francisco Benítez
- 1737: Carlos Maza
- 1738: Santiago de Hereñú
- 1739: capitán Hermenegildo de Argüello
- 1740: Jacinto Benítez
- 1741: capitán José Carballo
- 1742: Lorenzo Carballo
- 1743: teniente Juan José Sánchez
- 1744: Isidro Sánchez Moreno
- 1745: Diego de Pazos y Figueroa
- 1746: Francisco de Aguilera
- 1747: Juan Basillo Roldán
- 1748: Juan González de Setúbal
- 1749: Jacinto Benítez
- 1750: Bautista Alzugaray
- 1751: José Galindo Ramírez
- 1752: Marcos Rodríguez
- 1754: Bartolomé de Lacoisqueta
- 1755: Francisco de Mota Botello
- 1756: Francisco Silveira
- 1757: Juan de la Canal
- 1758: José Monzón
- 1759: José Monzón
- 1760: Francisco Javier de Crespo
- 1761: Juan González de Setúbal
- 1762: José Ignacio Barrenechea
- 1763: Juan de la Canal
- 1764: José Godoy
- 1765: Juan Broyn de Osuna
- 1766: Félix Troncoso
- 1767: Juan Bautista Martirenia
- 1768: Vicente Hereñú
- 1769: Juan Broyn de Osuna
- 1770: Juan de Setúbal - 17 de enero de 1770: José Monzón
- 1771: José Raimundo Troncoso
- 1772: Pedro Aristimeño
- 1773: Ignacio Echagüe y Andía
- 1774: Félix Troncoso
- 1775: Juan Antonio Rodríguez
- 1776: Santiago Godoy
- 1777: Sebastián Aguirre
- 1778: José Gregorio González
- 1779: José Romero
- 1780: Julián Barrenechea
- 1781: Roque García
- 1782: Sebastián Aguirre
- 1783: Sebastián Aguirre
- 1784: Ramón Hernández
- 1785: Ramón Hernández
- 1786: Ramón Hernández
- 1787: José de la Rosa
- 1788: José de la Rosa
- 1789: José Romero
- 1790: José Seguí
- 1791: Francisco Hernández
- 1792: Bartolomé Seguí
- 1793: Pedro Mendizábal
- 1794: Luis de Sierra
- 1795: Bonifacio Monzón
- 1796: José de la Rosa
- 1797: Sargento Mayor José de la Rosa
- 1798: José Francisco Bracamonte
- 1799: José Francisco Bracamonte
- 1800: José Quintana - Francisco del Valle Herrero
- 1801: Bonifacio Monzón
- 1802: José Ignacio Vera
- 1803: Bernardo José Alonso
- 1804: Manuel Antonio Dávila
- 1805: José Montojo
- 1806: Juan Ignacio de Vera
- 1807: Antonio Bruga
- 1808: Francisco Icart
- 1809: Manuel Islas
- 1810: Manuel Islas (renunció)  - Juan Garrigós
- 1812: Santiago Riso (destituido) - Arturo Pasos